# Newport Beach Concours d'Elegance
Pour les articles homonymes, voir Newport Beach et Concours d'élégance.
Le Newport Beach Concours d'Elegance est un concours d'élégance de voitures de collection de prestige, fondé en 1982 à Newport Beach dans le Grand Los Angeles en Californie aux États-Unis.

## Histoire
Ce concours d'élégance est fondé en 1982 sur le terrain de golf Pelican Hill Golf Club de Newport Beach, dans la banlieue sud de Los Angeles, au bord de l'océan Pacifique en Californie, transformé pour l'occasion en vaste musée d'exposition de près de 200 voitures anciennes et classiques contemporaines,.

Quelques modèles exposés
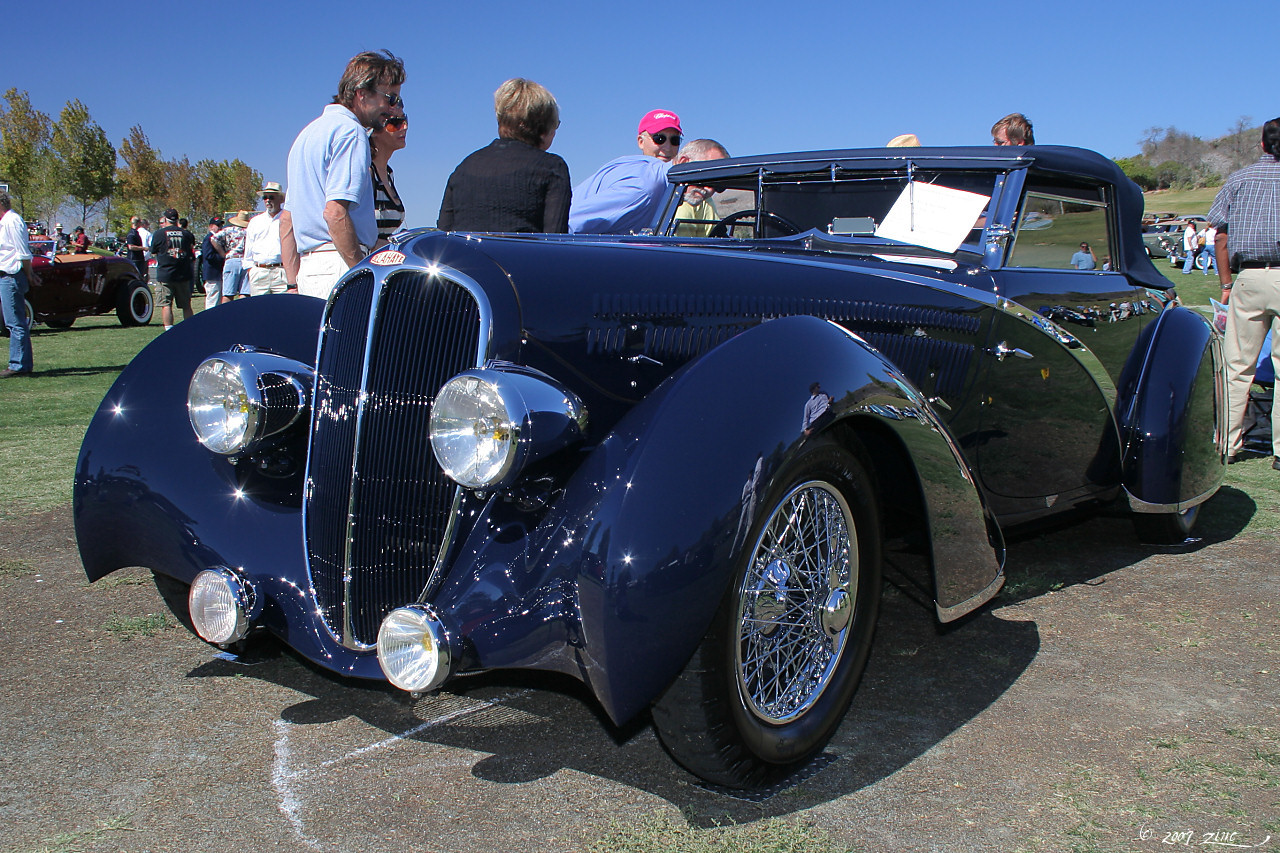
Delahaye type 135 Figoni & Falaschi (1936)
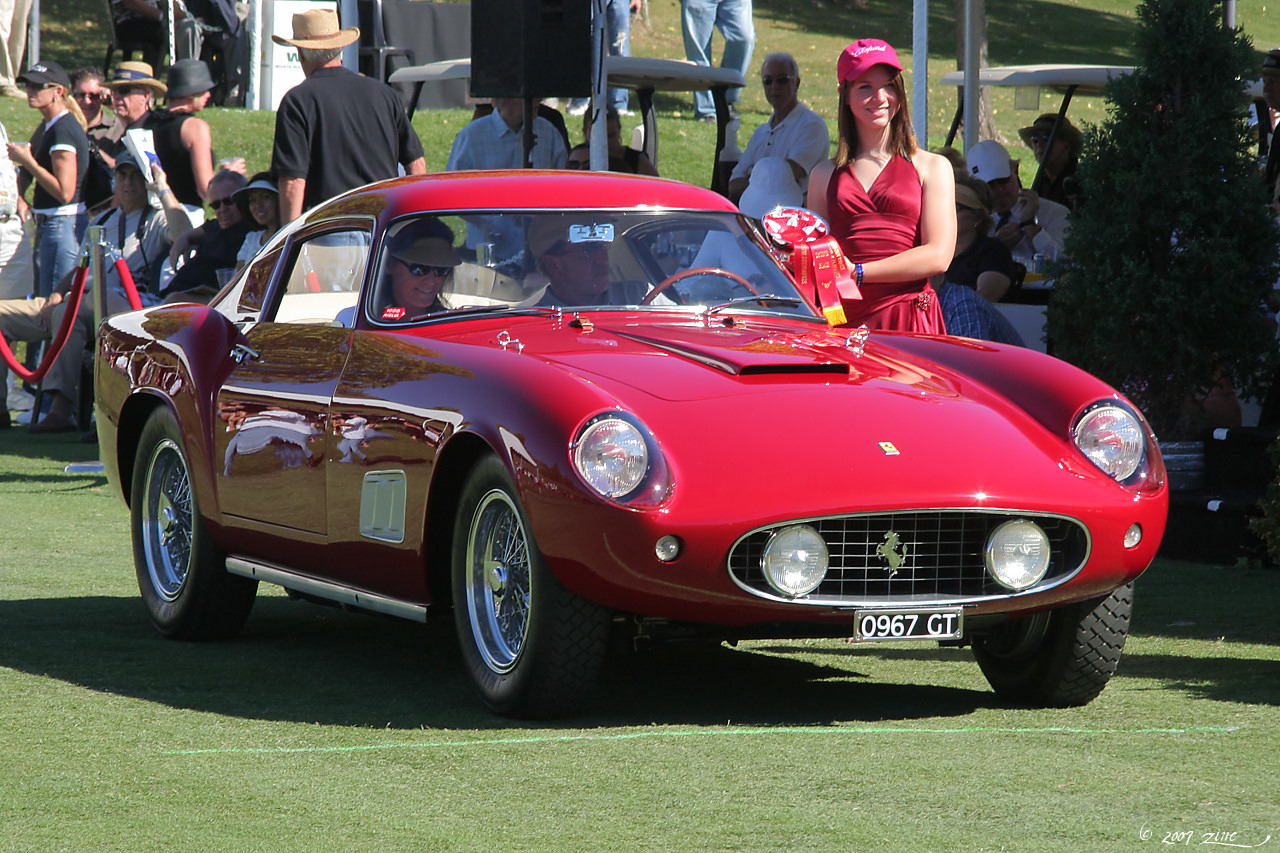
Ferrari 250 GT Berlinetta « Tour de France » (1958)
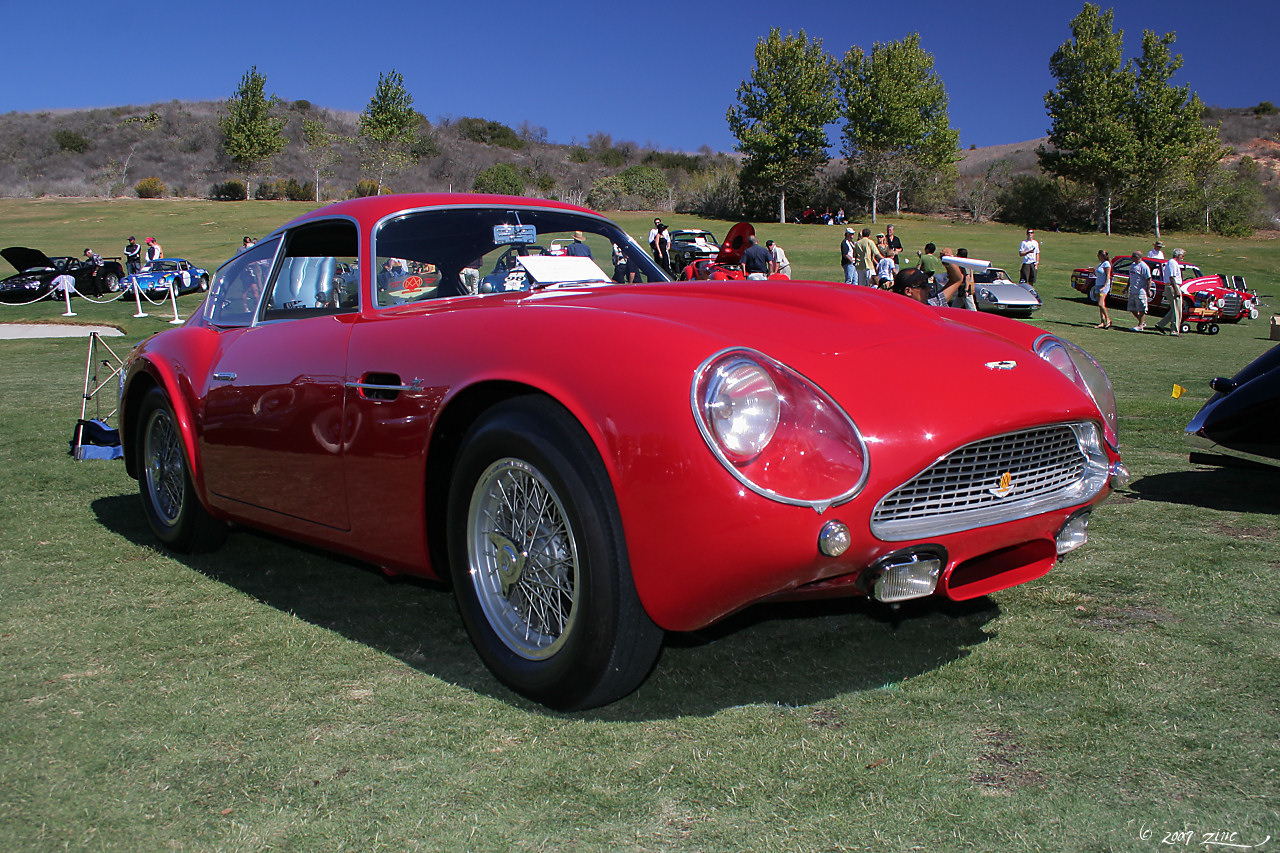
Aston Martin DB4 GT Zagato (1961)

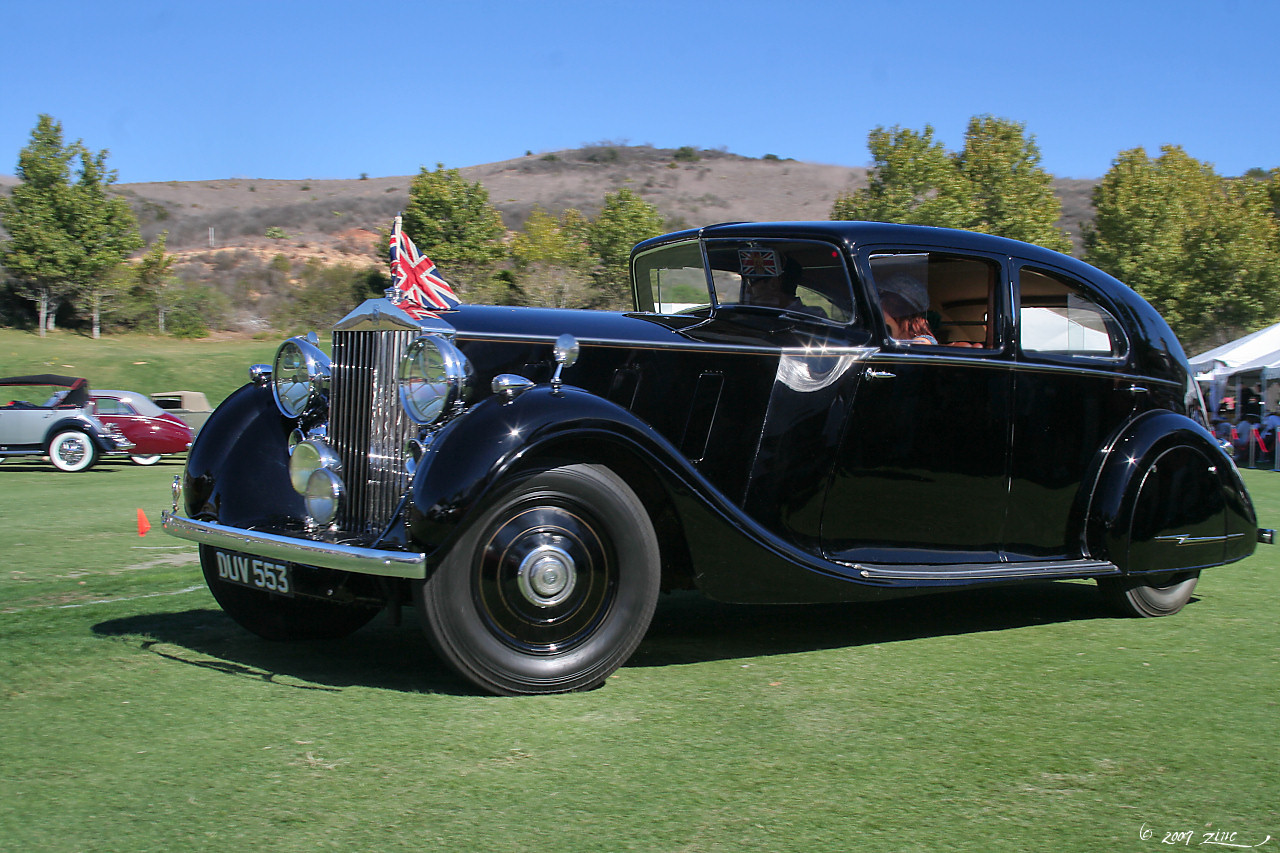
Rolls-Royce Phantom III H. J. Mulliner & Co. (1937)
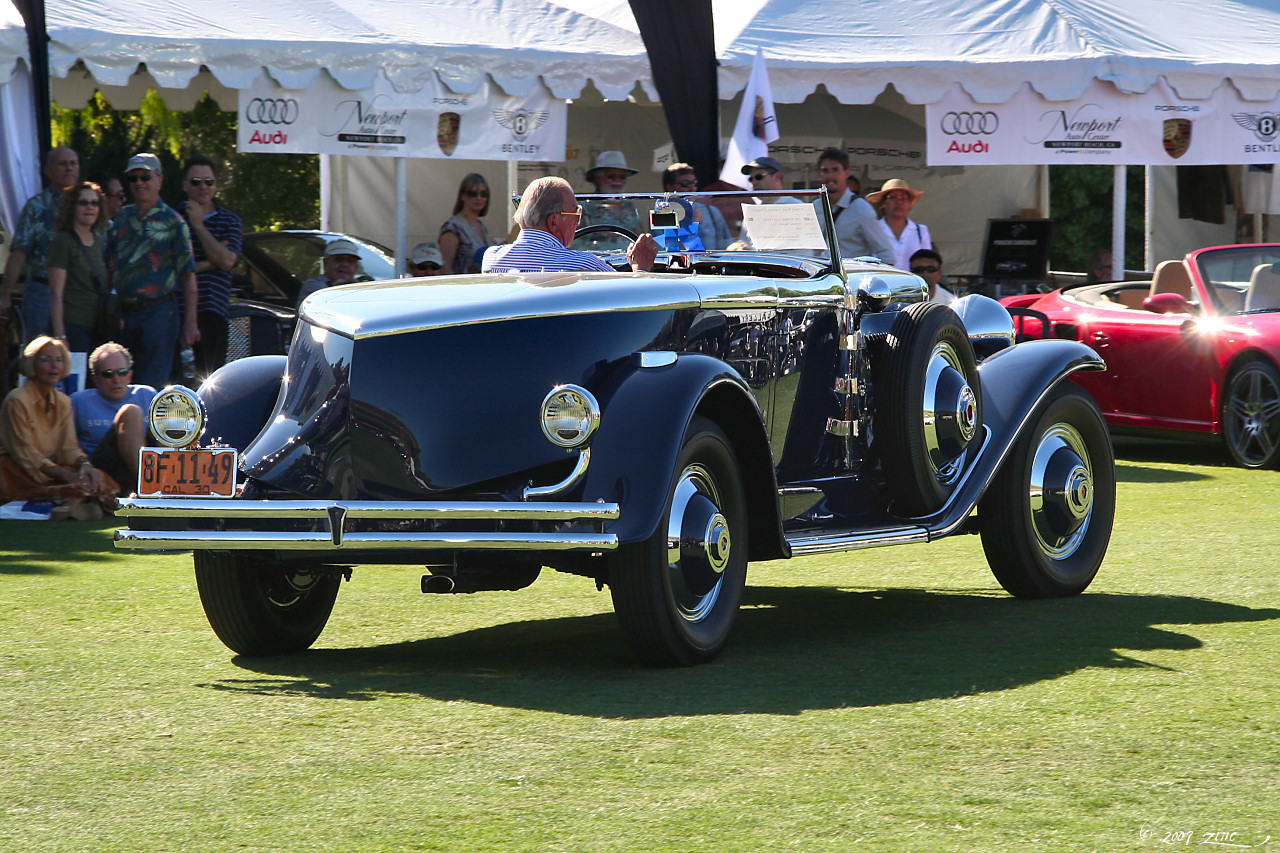
Duesenberg J Murphy  (1930)
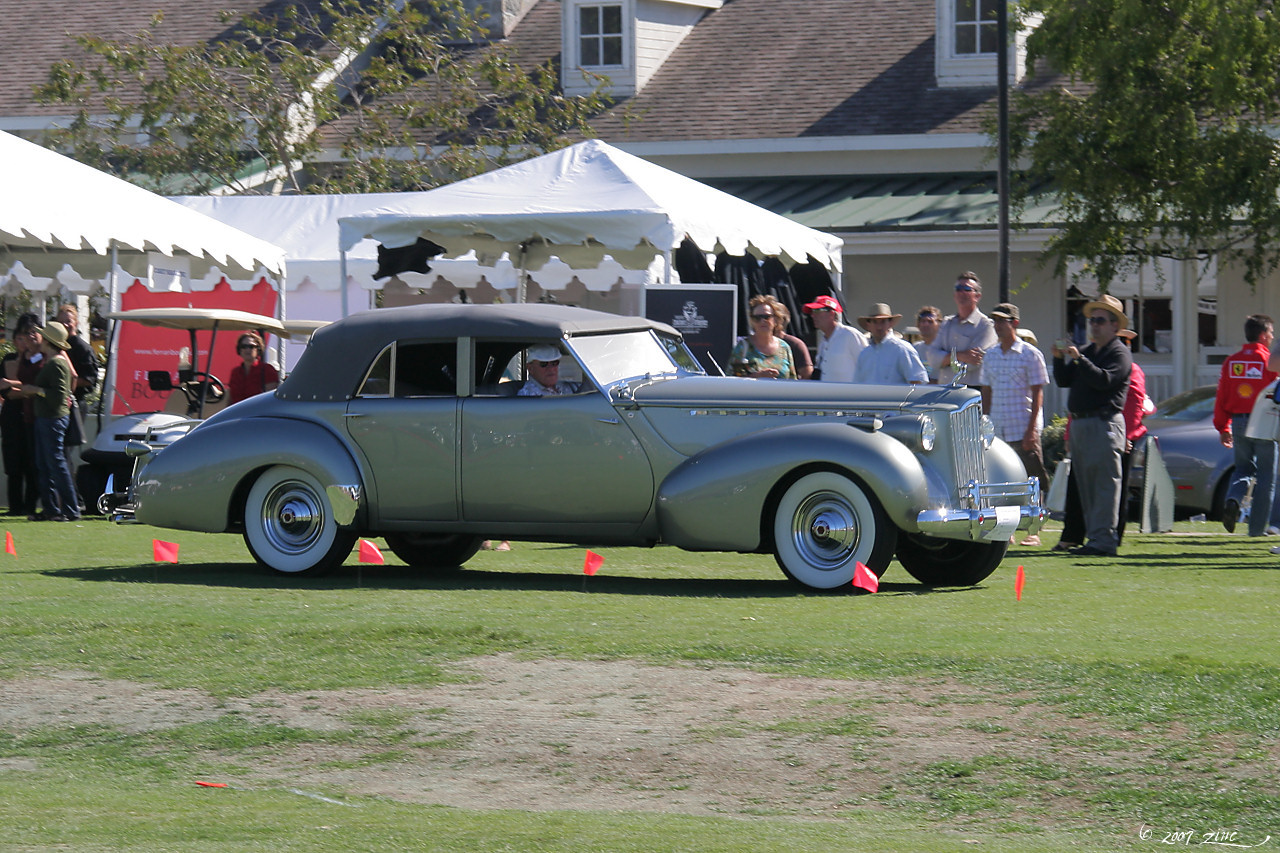
Packard Darrin of Paris (en) (1940)

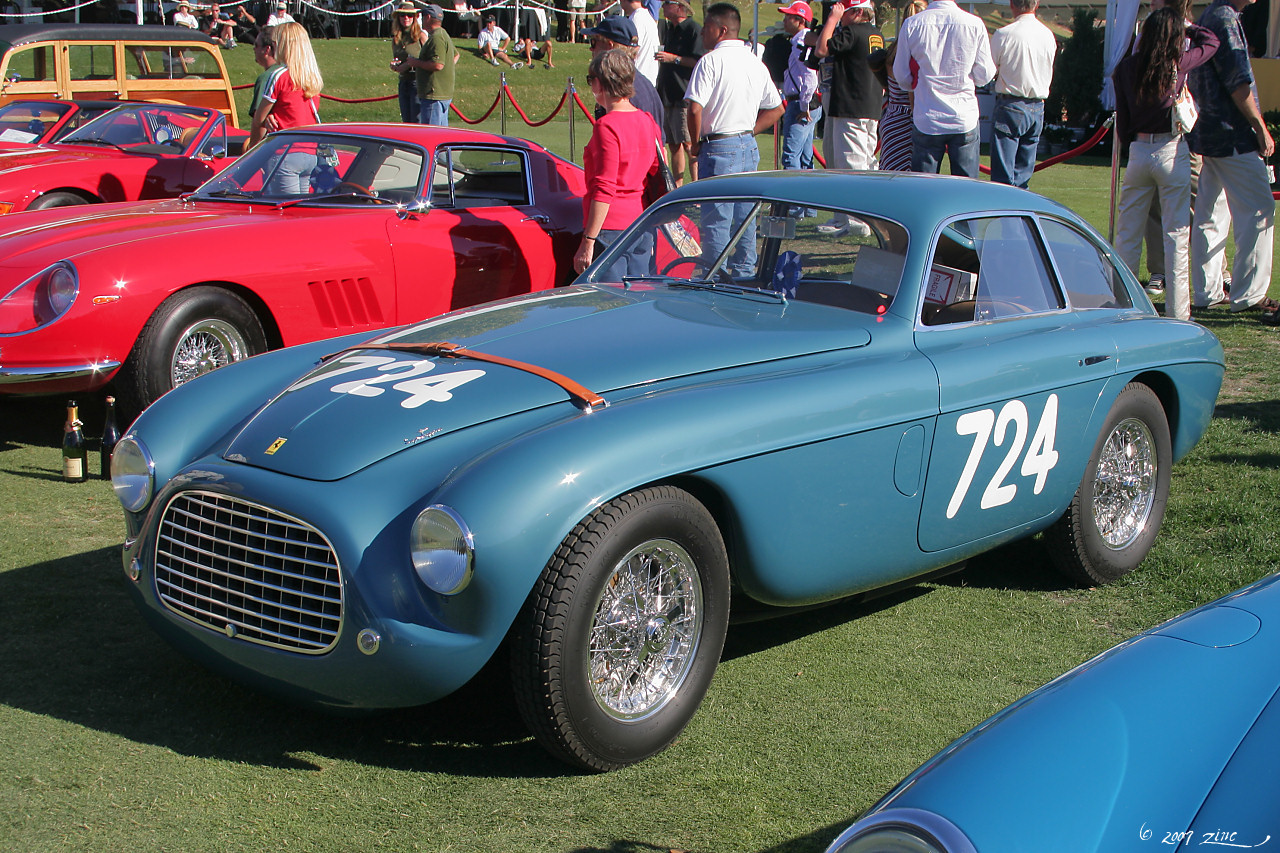
Ferrari 166 MM Touring Berlinetta LeMans (1949)
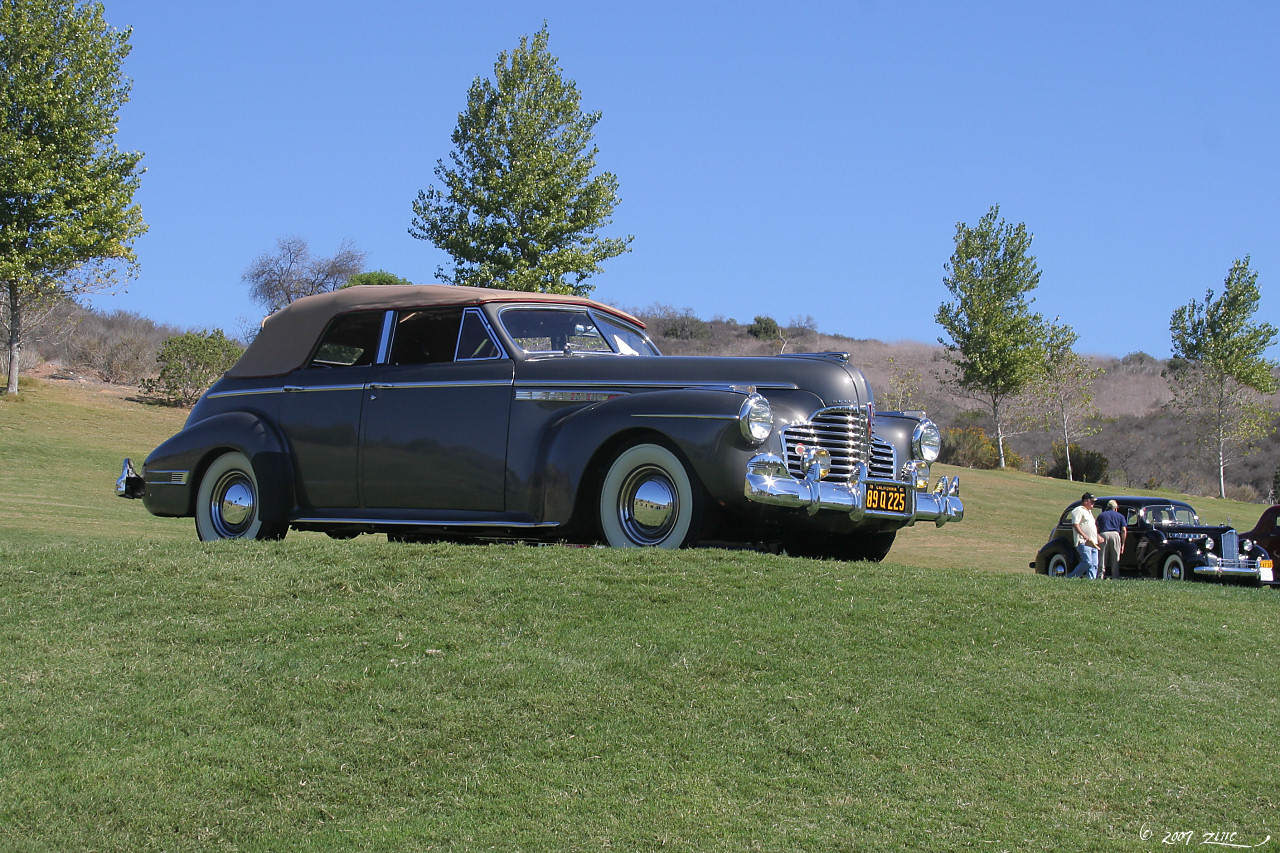
Buick Roadmaster Sedan (1941)
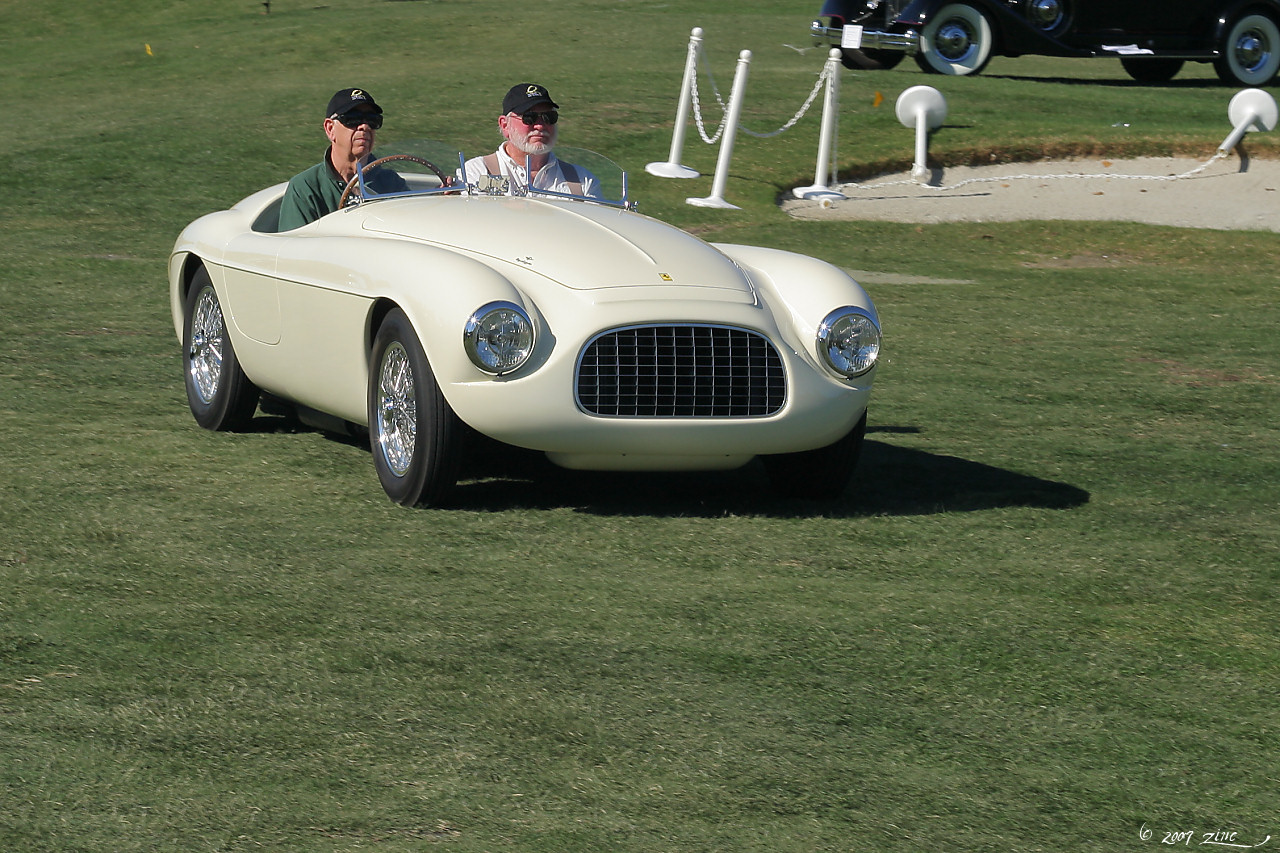
Ferrari 166 MM Touring Barchetta (1950)

## Quelques autres Concours d'Elegance de Californie
- Pebble Beach Concours d'Elegance (Monterey Car Week)
- Desert Classic Concours d’Elegance de Palm Springs (Californie)